# Pasites curiosus
Pasites curiosus är en biart som beskrevs av Warncke 1985. Pasites curiosus ingår i släktet Pasites och familjen långtungebin. Inga underarter finns listade i Catalogue of Life.